# Suncor
Suncor Énergie Inc. (Suncor Energy Inc. en anglais), fondée en 1917, est une entreprise canadienne spécialisée dans l'extraction, la transformation et la distribution de pétrole. Son siège social est à Calgary, Alberta.

## Histoire
C'est à Montréal qu'elle est fondée en 1917 sous le nom de Sun Company of Canada. Ayant été une filiale américaine de Sunoco qui détenait 55 % de ses actions jusqu'en 1995, elle commercialise ses produits sous cette marque, mais avec un logo différent. Elle détient une filiale en partenariat avec Sunco, Sun Petrochemicals Company. 
De 1981 à 1993, le gouvernement de l'Ontario détenait une participation de 25 % dans Suncor. Comme 60 % des capitaux de Suncor sont en Alberta, le siège social déménage de Toronto à Calgary en 1995. Le rapport annuel de 2005 de l'entreprise sème la confusion entre partenariat d'affaire ou filiales américaines ou canadiennes, tels que Sunoco (Cnd/US), ConocoPhillips (Cnd/US) ou l'acquisition d'une raffinerie Valero (filiale d'Ultramar au Canada), voisine d'une des siennes, à Denver en 2005, Colorado, US.
En mai 2006, elle annonce un profit record de 713 millions cad.
Pendant le deuxième trimestre de 2006, Suncor a produit en moyenne 302,4 kbbl/j, par rapport à 160,6 kbbl/j un an plus tôt.
Suncor est parfois critiquée pour sa gestion en matière d'environnement.
Le 23 mars 2009, Suncor et Petro-Canada ont annoncé leur fusion, créant ainsi un groupe pétrolier évaluée à 43,3 milliards cad. Cependant, pour se réaliser, elle doit recevoir l'approbation du Gouvernement du Canada. Le 21 juillet 2009, Suncor annonce que le Bureau de la concurrence du Canada avait accepté la fusion.  
Le 2 avril 2009, un tribunal impose à Suncor et à l'un de ses fournisseurs une amende d'un million de dollars pour des infractions environnementales sur des sites en Alberta.
Le 3 août 2009, conséquence de sa fusion avec Petro-Canada, Suncor annonce la suppression de 1 000 emplois, objectif devant être atteint à la mi-octobre 2009.
En juin 2010, Suncor vend Petro-Canada Netherlands, filiale établie aux Pays-Bas, à Dana Petroleum pour la somme de 582 millions CAD.
Le 7 octobre 2014, trois activistes bloquent les accès à la raffinerie Suncor de Montréal-Est pour manifester contre le projet d'inversion du flux de l'oléoduc 9B d'Enbridge.
En octobre 2015, Suncor fait une offre d'acquisition hostile sur Canadian Oil Sands de 4,3 milliards de dollars canadiens, hors dette. L'opération est confirmée en janvier 2016.
En octobre 2016, Suncor annonce la vente de ses activités de lubrifiants, spécialisée notamment dans l'huile minérale, à HollyFrontier pour 1,113 milliard de dollars canadiens, soit 844 millions de dollars.

## Principaux actionnaires
Au 29 janvier 2020:
| Capital Research & Management                           | 11,2% |
| Wellington Management                                   | 4,92% |
| Royal Bank of Canada                                    | 3,94% |
| The Vanguard Group                                      | 3,02% |
| Invesco Advisers                                        | 2,92% |
| Capital Research & Management (International Investors) | 2,48% |
| Dodge & Cox                                             | 2,47% |
| BlackRock Asset Management Canada                       | 2,41% |
| Walter Scott & Partners                                 | 2,25% |
| BMO Asset Management                                    | 2,23% |

## Activité
Elle possède d'importants gisements dans les sables bitumineux de l'Athabaska, et est un des grands producteurs de bitume, qu'elle transforme en pétrole synthétique et dont elle distribue les dérivés.

### Alberta
- Gisement de sables bitumineux à Fort McMurray en Alberta ;
- Raffinerie à Edmonton 135 kbbl/j ;

### Ontario
- Raffinerie à Sarnia 85 kbbl/j ;
- Usine de production d'éthanol à St. Clair en Ontario ;
- Unités de stockage en Ontario ;
- 230 stations service Sunoco en Ontario ;
- 140 stations service Pioneer en Ontario ;
- 60 stations service UPI en Ontario.

### Québec

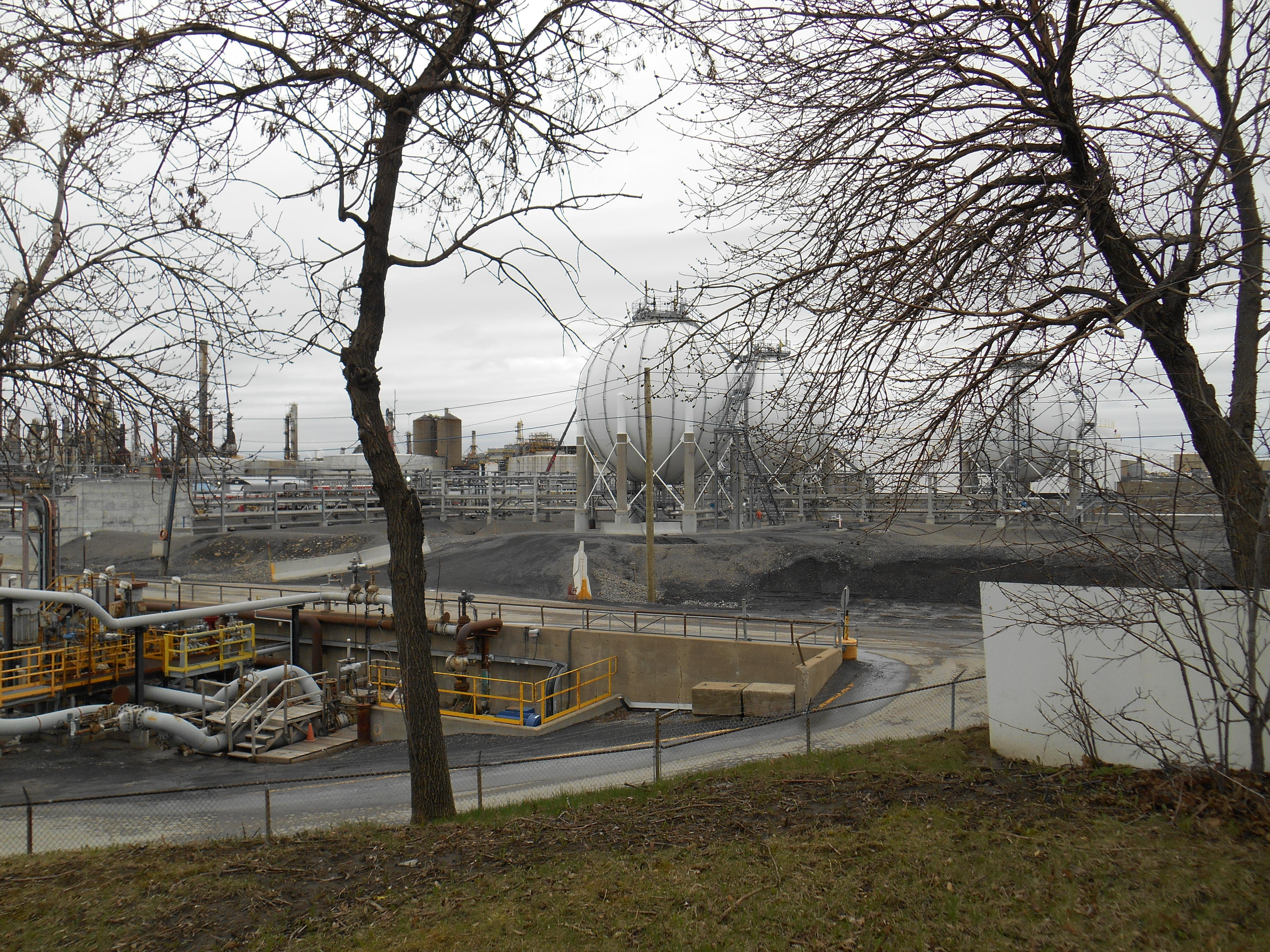
Raffinerie de Montréal-Est

- Raffinerie à Montréal 137 kbbl/j ;

### États-Unis
- 43 stations service Phillips 66 aux États-Unis ;

## Responsabilité environnementale
En 2017, l'entreprise Suncor est identifiée par l'ONG Carbon Disclosure Project comme l'entreprise privée qui produit le pétrole ayant la plus importante intensité carbone au monde .